# Guatteria costaricencis
Guatteria costaricencis är en kirimojaväxtart som beskrevs av Robert Elias Fries. Guatteria costaricencis ingår i släktet Guatteria och familjen kirimojaväxter. Utöver nominatformen finns också underarten G. c. endresii.